# Vilnius (district)
Vilnius is een van de tien districten van Litouwen en ligt in het oosten van het land. Het omsluit de hoofdstad van het land. Vilnius is tevens de hoofdstad van de provincie.
De provincie is niet alleen qua oppervlakte het grootste van het land, maar kent tevens de hoogste bevolkingsdichtheid als het hoogste absolute aantal inwoners van Litouwen. Het is het economisch en cultureel belangrijkste gebied van het land en kent een uitgebreide infrastructuur.
Bij het plaatsje Bernotai, 25 kilometer ten noorden van Vilnius bevindt zich het geografisch middelpunt van Europa.

## Bevolking
Volgens de Sovjetvolkstelling van 1970 leefden er 694.602 inwoners in het district Vilnius. Dit aantal is de daaropvolgende decennia relatief snel toegenomen en bereikte in 1989 een officiële record met ruim 910.000 personen. Na de val van het communisme begon het inwonersaantal echter langzaam maar geleidelijk te dalen. De bevolkingsafname stagneerde in 2011, waardoor de bevolking vanaf dat moment relatief stabiel is gebleven.
| aantal inwoners | 694.602 | 802.414 | 911.310 | 850.064 | 810.403 | 810.797 |

Volgens de Litouwse volkstelling van 2021 had het district Vilnius het laagste vruchtbaarheidscijfer in Litouwen - met gemiddeld 1,255 kinderen per vrouw, hetgeen ongeveer 17% lager is dan het Litouwse gemiddelde van 1,506 kinderen per vrouw.

### Etnische groepen
Vilnius heeft een relatief diverse bevolkingssamenstelling. De onderstaande etnische groepen werden in 2021 geregistreerd door het Officieel Statistiekenportaal van Litouwen geregistreerd:
- Litouwers: 511.426 personen;
- Polen: 170.919 personen (93% van alle Polen in Litouwen);
- Russen: 70.170 personen (de helft van alle Russen in Litouwen);
- Wit-Russen: 21.055 personen (ongeveer 75% van alle Wit-Russen in het land);
- Oekraïners: 6.170 personen;
- andere groepen: 7.378 personen;
- onbekend: 23.670 personen.

## Gemeenten
| Gemeente                    | Inwoners | Hoofdplaats |
| --------------------------- | -------- | ----------- |
| Elektrėnai                  | 29.000   | Elektrėnai  |
| Šalčininkai                 | 39.400   | Šalčininkai |
| Širvintos                   | 20.200   | Širvintos   |
| Švenčionys                  | 33.200   | Švenčionys  |
| Trakai                      | 37.400   | Trakai      |
| Ukmergė                     | 48.700   | Ukmergė     |
| Vilnius (stadsgemeente)     | 554.300  | Vilnius     |
| Vilnius (districtsgemeente) | 88.500   | Vilnius     |

Alytus · Kaunas · Klaipėda · Marijampolė · Panevėžys · Šiauliai · Tauragė · Telšiai · Utena · Vilnius